# Storm King Art Center
Het Storm King Art Center in Mountainville, Orange County, New York in de Verenigde Staten is een beeldenpark dat in 1960 is gesticht door Ralph E. Ogden. Het was oorspronkelijk bedoeld als een museum voor schilders van de zogenaamde 'Hudson River School', maar breidde al snel uit tot een belangrijk centrum voor beeldhouwkunst dankzij de verwerving van werken uit de nalatenschap van de invloedrijke beeldhouwer David Smith.

## Collectie
Naast een permanente collectie monumentale sculpturen van David Smith bestaat de kern van de verzameling uit werken van beeldhouwers als Alexander Calder, Henry Moore en Louise Nevelson. Deze drie klassiek-modernen worden aangevuld met meer recente grote sculpturen en installaties van onder meer:
- Magdalena Abakanowicz
- Alice Aycock
- Mark di Suvero
- Andy Goldsworthy
- Alexander Liberman
- Roy Lichtenstein
- Peter Lundberg
- Richard Serra

Hiermee zijn vele stromingen in de hedendaagse beeldhouwkunst vertegenwoordigd.
De ontwikkeling van Storm King is het werk geweest van meer dan 40 jaar permanente ontwikkeling. Vergezichten wisselen af met grasvelden en bospercelen. De beeldhouwwerken worden speciaal geselecteerd voor de plek waar ze worden geplaatst om ze op die wijze het meest tot hun recht te laten komen.

## Museum in de buurt
Het Dia:Beacon-art museum in Beacon, New York op 20 km van Storm King